# 仲道祐子
仲道 祐子（なかみち ゆうこ、1967年8月28日 - ）は、日本のピアニスト。

## 人物・来歴
静岡県浜松市生まれ。浜松市立南部中学校3年在学中、1982年に第36回全日本学生音楽コンクールピアノ部門第1位入賞。アメリカ留学中、シルヴィア・ミューリングに師事。1986年に桐朋女子高等学校音楽科を卒業してドイツへ渡り、クラウス・シルデに師事。1989年、ミュンヘン音楽大学マスタークラス卒業。1991年、ミュンヘン音楽大学大学院ピアノ科ならびに室内楽科を修了。
この間、1988年にアドルフォ・L・アブレダ国際ピアノコンクール第2位（最高位）入賞。1991年、第37回マリア・カナルス国際音楽コンクールピアノ部門第2位ならびに特別賞入賞。1993年、第10回ロベール・カサドシュ国際ピアノコンクール第3位。1996年5月、紀尾井ホールのパフォーマンス・トゥデイでリサイタルデビューを果たす。1997年秋にドイツから日本へ活動の拠点を移す。リサイタルの他、クラシック・フィルハーモニー・ボンや読売日本交響楽団、日本フィルハーモニー交響楽団など国内外のオーケストラと共演しているのをはじめ、室内楽の分野でも活躍している。

### 家族・親族
- 夫 - 在京オーケストラ事務局長
- 実姉：仲道郁代 - ピアニスト